# Kristen Wiig

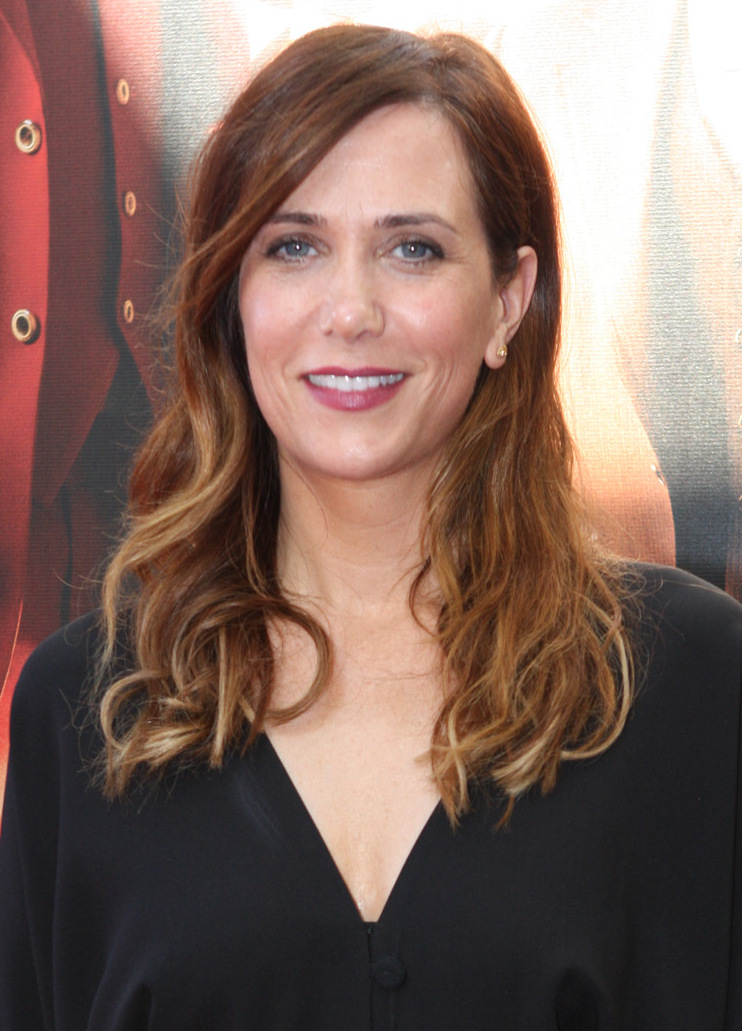
Kristen Wiig (2013)

Kristen Carroll Wiig (* 22. August 1973 in Canandaigua, New York) ist eine US-amerikanische Schauspielerin, Drehbuchautorin, Synchronsprecherin und Komödiantin.

## Leben und Karriere
Kristen Wiig wurde in Canandaigua im US-Bundesstaat New York geboren und wuchs im pennsylvanischen Lancaster auf. Nach einem Studium der Schönen Künste an der University of Arizona zog sie nach Los Angeles.
Wiig war – wie vor ihr unter anderem Will Ferrell und Conan O’Brien – in der Comedy-Gruppe The Groundlings aktiv. Von 2005 bis 2012 spielte sie in der NBC-Comedy-Show Saturday Night Live mit und wurde dafür 2009, 2010, 2011 und 2012 für den Emmy in der Kategorie Beste Nebendarstellerin in einer Comedyserie nominiert. 2007 war sie in der Rolle der Chefin von Katherine Heigl in Beim ersten Mal zu sehen. Es folgten weitere Rollen in Kinofilmen wie Walk Hard: Die Dewey Cox Story, Die Solomon Brüder (beide 2007) und Adventureland (2009). 2011 kam der Film Brautalarm in die Kinos, den sie zusammen mit Annie Mumolo geschrieben hatte und in dem sie die Hauptrolle der Annie verkörperte. Im Jahr 2012 wurde sie zusammen mit Annie Mumolo für den Oscar in der Kategorie Bestes Originaldrehbuch für Brautalarm nominiert. Mit einem Einspielergebnis von fast 170 Millionen US-Dollar allein in den USA erwies sich dieser Film als erfolgreich.

## Filmografie (Auswahl)
- 2004: I’m with Her (Fernsehserie, Folge 1x11)
- 2006: Oh je, du Fröhliche (Unaccompanied Minors)
- 2007: Beim ersten Mal (Knocked Up)
- 2007: Walk Hard: Die Dewey Cox Story
- 2007: Die Solomon Brüder (The Brothers Solomon)
- 2007: Meet Bill
- 2008: Nie wieder Sex mit der Ex (Forgetting Sarah Marshall)
- 2008: Wen die Geister lieben (Ghost Town)
- 2009: Ausgequetscht (Extract)
- 2009: Adventureland
- 2009: Ice Age 3 – Die Dinosaurier sind los (Ice Age: Dawn of the Dinosaurs, Stimme)
- 2009: Roller Girl (Whip It)
- 2010: Drachenzähmen leicht gemacht (How to Train Your Dragon, Stimme von Ruffnut Thorston)
- 2010: Ich – Einfach unverbesserlich (Despicable Me, Stimme von Miss Hattie)
- 2010: MacGruber
- 2010: The Cleveland Show (Fernsehserie, Folge 1x14, Stimme)
- 2010: Date Night – Gangster für eine Nacht (Date Night)
- 2010: All Beauty Must Die (All Good Things)
- 2011: Paul – Ein Alien auf der Flucht (Paul)
- 2011: Brautalarm (Bridesmaids, auch Drehbuch)
- 2011: Friends with Kids
- 2011, 2013: Die Simpsons (The Simpsons, Fernsehserie, zwei Folgen, Stimme)
- 2011–2013: The Looney Tunes Show (Fernsehserie, 25 Folgen, Stimme)
- 2012: Revenge for Jolly!
- 2012: There Is No Place Like Home – Nichts wie weg aus Ocean City (Girl Most Likely)
- 2013: Arrested Development (Fernsehserie, sieben Folgen)
- 2013: Drunk History (Fernsehserie, Folge 1x05)
- 2013: Ich – Einfach unverbesserlich 2 (Despicable Me 2, Stimme von Lucy Wilde)
- 2013: Hateship Loveship
- 2013: Das erstaunliche Leben des Walter Mitty (The Secret Life of Walter Mitty)
- 2013: Her
- 2013: Anchorman – Die Legende kehrt zurück (Anchorman 2: The Legend Continues)
- 2014: The Skeleton Twins
- 2014: Welcome to Me
- 2014: Drachenzähmen leicht gemacht 2 (How to Train Your Dragon 2, Stimme von Ruffnut Thorston)
- 2015: The Diary of a Teenage Girl
- 2015: Der Marsianer – Rettet Mark Watney (The Martian)
- 2015: Nasty Baby
- 2015: A Deadly Adoption
- 2015: The Heyday of the Insensitive Bastards
- 2015: The Spoils Before Dying (Fernsehserie, sechs Folgen)
- 2015: Wet Hot American Summer: First Day of Camp (Fernsehserie, drei Folgen)
- 2016: Zoolander 2
- 2016: Sausage Party – Es geht um die Wurst (Sausage Party, Stimme)
- 2016: Ghostbusters (Ghostbusters: Answer the Call)
- 2016: Masterminds
- 2017: Wet Hot American Summer: Ten Years Later – Tigerclaw (Fernsehserie)
- 2017: The Last Man on Earth (Fernsehserie, fünf Folgen)
- 2017–2018: Nobodies (Fernsehserie, zwei Folgen)
- 2017: Ich – Einfach unverbesserlich 3 (Despicable Me 3, Stimme von Lucy Wilde)
- 2017: Downsizing
- 2017: Mother!
- 2017–2022: Big Mouth (Fernsehserie, Stimme von Jessi's Vagina, fünf Folgen)
- 2018: Sandra (Fernsehserie, drei Folgen)
- 2019: Drachenzähmen leicht gemacht 3: Die geheime Welt (How to Train your Dragon: The Hidden World, Stimme von Ruffnut Thorston)
- 2019: Bernadette (Where’d You Go, Bernadette)
- 2019–2021: Bless the Harts (Fernsehserie, Stimme von Jenny Hart, 34 Folgen)
- 2020: Wonder Woman 1984
- 2021: Barb and Star Go to Vista Del Mar
- 2021: Ein Junge namens Weihnacht (A Boy Called Christmas)
- 2021: MacGruber (Fernsehserie, acht Folgen)
- 2024: Palm Royale (Fernsehserie, zehn Folgen)
- 2024: Ich – Einfach Unverbesserlich 4 (Despicable Me 4, Stimme von Lucy Wilde)
- 2024: Sausage Party: Foodtopia (Fernsehserie, Stimme von Brenda, acht Folgen)

## Auszeichnungen und Nominierungen
- Oscar
  - 2012: Nominierung als Bestes Originaldrehbuch für Brautalarm (geteilt mit Annie Mumolo)

- Golden Globe Award
  - 2012: Nominierung als Beste Hauptdarstellerin – Komödie oder Musical für Brautalarm

- Goldene Himbeere
  - 2017: Ausgezeichnet als schlechteste Nebendarstellerin in Zoolander 2
  - 2021: Nominierung als schlechteste Nebendarstellerin in Wonder Woman 1984

- Primetime Emmy Award
  - 2014: Nominierung als Beste Hauptdarstellerin in einer Miniserie oder einem Fernsehfilm für The Spoils of Babylon
  - 2024: Nominierung als Beste Hauptdarstellerin in einer Comedyserie für Palm Royale